# Valentin Zubkov
Valentin Zubkov (12 maggio 1923 – Mosca, 18 gennaio 1979) è stato un attore sovietico.

## Filmografia parziale

### Attore
- Quando volano le cicogne (Letjat žuravli), regia di Mikheil Kalatozishvili (1957)
- Solnce svetit vsem, regia di Konstantin Naumovič Voinov (1959)
- Severnaja povest', regia di Evgenij Nikolaevič Andrikanis (1960)
- Evdokija, regia di Tat'jana Lioznova (1961)
- L'infanzia di Ivan (Ivanovo detstvo), regia di Andrej Tarkovskij (1962)

## Premi
- Artista onorato della RSFSR (1969)